# Kornis Zsigmond (főispán)
Kornis Zsigmond nemesi előneve homoródszentpáli, (? 1578 körül - Radnót, 1648. november 3.), erdélyi nagybirtokos főnemes, Kornis Boldizsár öccse.

## Életrajza

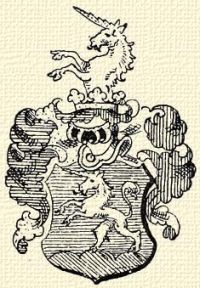
A Kornis család címere

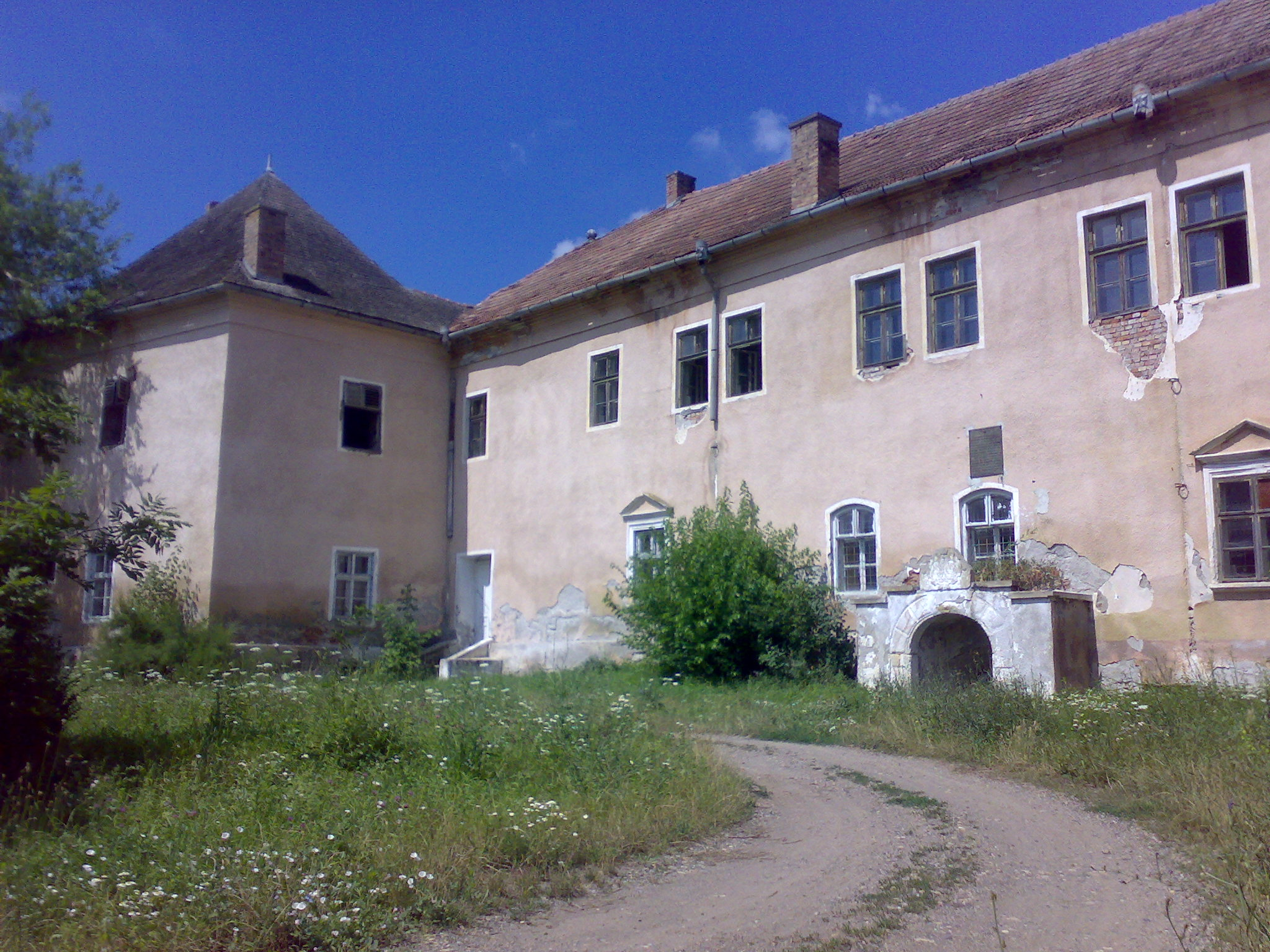
A Kornis kastély Radnóton

Kornis Gáspár fia, Boldizsár és György testvére. Kornis Zsigmond 1603-ban Básta seregében harcolt, 1610-ben Boldizsár nevű bátyjával együtt részt vett a Báthori Gábor elleni összeesküvésben, ezért őt is száműzték Erdélyből, Magyarországra menekült. Távollétében fő- és jószágvesztésre ítélték. 1611-ben Forgách Zsigmond seregében részt vett az erdélyi hadjáratban. 1614-ben az ellene hozott ítéletet az országgyűlés megsemmisítette. Később Erdélybe visszatérve, Bethlen Gábor és I. Rákóczi György fejedelmek idejében mint tanácsos, bihari főispán és aranysarkantyús vitéz nagy tekintélyt szerzett. 1636-ban Rákóczi György vezéreként többször is megütközött a törökökkel. I. Rákóczi György alatt fejedelmi tanácsos, bihari és zarándi főispán, erdélyi főgenerális lett, 1636-ban a török elleni szatai csatában az erdélyi csapatok parancsnoka volt. Bihar-, Szatmár- és Zaránd megyékben voltak nagy uradalmai.
Radnóton halt meg, 1648 november 3-án.